# Jordi Cuixart

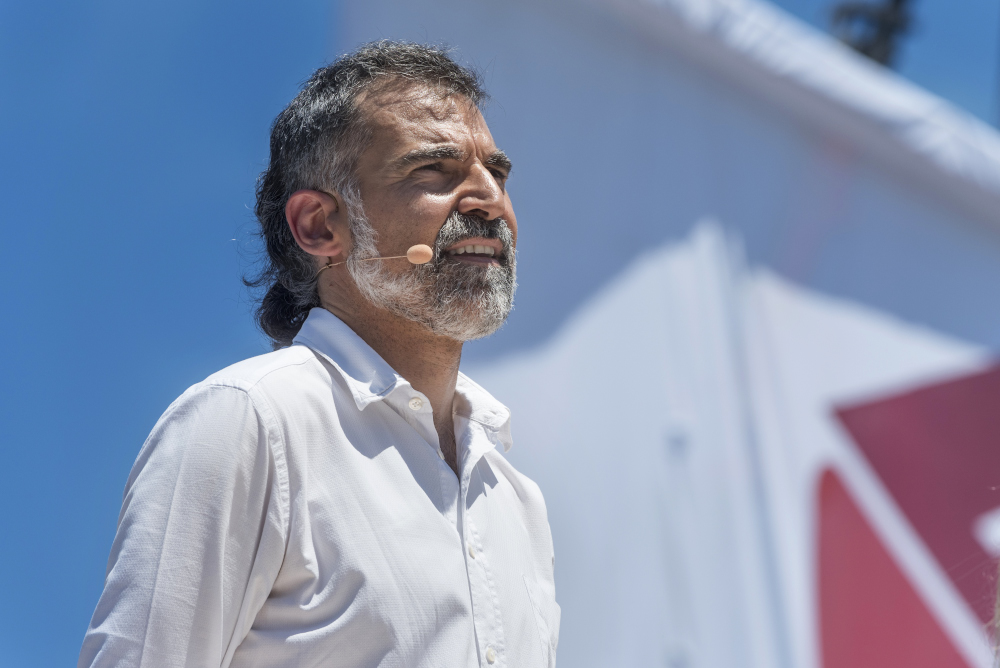
Jordi Cuixart

Jordi Cuixart i Navarro (geboren 22. April 1975 in Santa Perpètua de Mogoda) ist ein katalanischer Aktivist und Unternehmer. Von Dezember 2015 bis Februar 2022 war er Präsident der katalanischen Kulturorganisation Òmnium Cultural. Wegen seiner Tätigkeit im Rahmen der katalanischen Unabhängigkeitsbestrebungen wurde er 2017 wegen „Aufruhrs“ angeklagt und 2019 zu neun Jahren Gefängnis verurteilt. Er wurde im Juni 2021 wieder freigelassen.

## Werdegang
Cuixart stammt aus einer Arbeiterfamilie. Er besuchte die Escuela Industrial de Sabadell.
Im Jahr 2004 gründete er das auf Verpackung spezialisierte katalonische Unternehmen Aranow Packing Machinery, dessen Präsident er seitdem ist.
Cuixart trat 1996 der Kulturorganisation Òmnium Cultural bei, der er ab Dezember 2015 als Nachfolger des katalanischen Ministerpräsidenten Quim Torra als Präsident vorstand. Im Juni 2018, während seiner Untersuchungshaft, wurde er in diesem Amt bestätigt. Im Februar 2022 wurde er durch Xavier Antich abgelöst.

## Gerichtsverfahren und -urteil anlässlich der Katalonienkrise ab 2017
Òmnium Cultural ist eine der wichtigsten Mobilisierungsplattformen im Rahmen der katalanischen Unabhängigkeitsbestrebungen seit 2017. Nach dem nicht autorisierten Unabhängigkeitsreferendum am 1. Oktober 2017 und den Unruhen in jenen Tagen wurde Cuixart am 16. Oktober 2017 gemeinsam mit dem Präsidenten der Bürgerbewegung Assemblea Nacional Catalana (ANC), Jordi Sànchez, wegen „Aufruhrs“ (span: sedición) in Untersuchungshaft genommen. Ihnen wurde vorgeworfen, in der Nacht des 20. September 2017 als Anführer einer Gruppe von mehr als 40.000 Demonstranten polizeiliche Maßnahmen gegen das am 1. Oktober 2017 geplante Unabhängigkeitsreferendum behindert zu haben.
Am 14. Oktober 2019 wurde er im Rahmen des Strafverfahrens gegen 12 katalanische Politiker wegen „Aufruhr“ (span: sedición) zu einer Gefängnisstrafe von neun Jahren verurteilt. Die Staatsanwaltschaft hatte zudem auf eine Verurteilung wegen „Rebellion“ (span: rebelión) geklagt und eine Haftstrafe von 17 Jahren gefordert. Im Juni 2021, nach einer Inhaftierung von drei Jahren und acht Monaten, wurde Cuixart auf Beschluss der Regierung des spanischen Präsidenten Pedro Sánchez begnadigt, obwohl Cuixart weiterhin für die bedingungslose Autodetermination Kataloniens eintritt. Ihm wurde eine fünfjährige Bewährungsfrist auferlegt sowie ein Ämterverbot bis 2027.

### Reaktionen auf die Inhaftierung und das Urteil
Amnesty International und P.E.N. International protestierten gegen die Inhaftierung. Die UN-Arbeitsgruppe gegen willkürliche Inhaftierungen kritisierte in ihrem Bericht vom 13. Juni 2019 den Freiheitsentzug von Cuixart und forderte seine Freilassung. Sie stellte Verstöße fest bezüglich der "Ausübung von Menschenrechten", dem "Grundsatz eines fairen Verfahrens" und kategorisierte die Inhaftierung als "rechtswidrig und diskriminierend".
Amnesty International kritisierte die Verurteilung von Cuixart und forderte erneut seine Freilassung. Auch wenn es keine Anzeichen für ein unfaires Gerichtsverfahren gebe, verstoße die "zu breite und damit gefährliche" Interpretation der Straftat Aufruhr gegen Cuixarts Recht auf freie Meinungsäußerung und friedliche Versammlung. Mit derselben Begründung forderte auch die Weltorganisation gegen Folter Cuixarts Freilassung. Am 6. Mai 2020 nahm das spanische Verfassungsgericht Cuixarts Rekurs (Recurso de Amparo) gegen das Urteil an. Im Juni 2021 wurde er nach 3 Jahren und 8 Monaten in Haft freigelassen.

## Während der Inhaftierung
Während der Inhaftierung widmet sich Cuixart dem Schreiben von Büchern für Erwachsene und Kinder.

## Werke
- mit Gemma Nierga: Tres Días en la Cárcel: Un diálogo sin muros. Plaza & Janes Editores, Barcelona 2019, ISBN 978-84-01-02363-7.
- Ho tornarem a fer. Ara, Barcelona 2019.
- mit Ignasi Blanch: Un bosc ple d´amor. Estrella Polar, Barcelona 2019.
- El polsim màgic. Comanegra, Barcelona 2020.
- Aprenentatges i una proposta. Ara, Barcelona 2021.